# アンディ・サムバーグ
アンディ・サムバーグ（Andy Samberg, 本名: Andrew David Samberg, 1978年8月18日 - ）は、アメリカ合衆国のコメディアン、俳優、声優、歌手。
コメディグループ「ザ・ロンリー・アイランド」の中心的メンバーである。

## 来歴
1978年8月18日、カリフォルニア州バークレーに生まれ、デイヴィッド・A・J（David A. J.）と名付けられる。母のマージョリーは小学校教員、父のジョーは写真家だった。5歳の時にファーストネームを「アンディ（Andy）」に改名し、少年時代は『サタデー・ナイト・ライブ』を見て育った。
カリフォルニア大学サンタクルーズ校に2年間通った後、ニューヨーク大学の芸術学部に編入して実験映画を専攻する。学生時代に制作した短編映画『モンキー VS ロボット（Monkey vs. Robot）』では、「モンキー（Monkey）」役を演じた。
2001年、3人組のコメディー・グループ「ザ・ロンリー・アイランド」を結成。開設されたばかりのYouTubeで自作の動画を公開し、ネットユーザーから支持を得た。2005年から2011年まで、グループ全員で『サタデー・ナイト・ライブ』にレギュラー参加する。下ネタ満載の楽曲とミュージック・ビデオをグループ名義で次々に発表し、国際的な注目を集めた。『サタデー・ナイト・ライブ』の番組改編に伴い、2011年からは同番組にソロとしてレギュラー参加する。
2012年5月19日、『サタデー・ナイト・ライヴ』第37シーズン終了に伴い番組を降板。同年9月25日からBBC Threeのシチュエーション・コメディ『Cuckoo』に主演しているほか、2013年9月17日からはFOXのテレビドラマシリーズ『Brooklyn Nine-Nine』にも主演している。

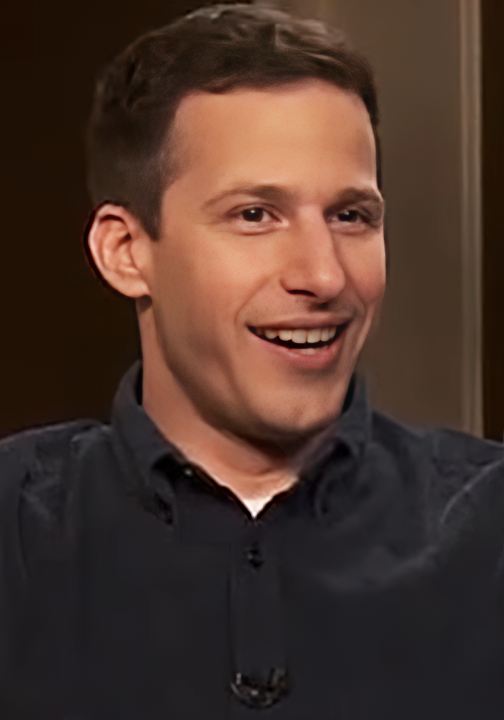
2016年

2016年5月12日、企画と製作総指揮を務めるコント番組『Party Over Here』がFOXで放送を開始する。しかし視聴率は振るわず、同年8月9日、FOXは1シーズンのみで番組を打ち切ると発表した。

### 私生活
2013年2月、5年間の交際を経て、シンガーソングライターのジョアンナ・ニューサムと婚約したことを発表。同年9月21日、カリフォルニア州ビッグサーで結婚した。

## 主な出演作品

### テレビ番組
| 放送年             | 邦題 原題                                                                        | 役名                                 | 備考                      |
| ------------------ | -------------------------------------------------------------------------------- | ------------------------------------ | ------------------------- |
| 2005年             | アレステッド・ディベロプメント Arrested Development                              | ステージマネージャー                 | ゲスト出演                |
| 2005年 - 2018年    | サタデー・ナイト・ライブ Saturday Night Live                                     |                                      | レギュラー出演            |
| 2009年 - 2011年    | アメリカン・ダッド American Dad!                                                 | リッキー・ザ・ラプター               | 声の出演                  |
| 2010年             | サラ・シルバーマン・プログラム The Sarah Silverman Program                       | トロイ                               |                           |
| 2010年             | パークス・アンド・レクリエーション Parks and Recreation                          | カール・ロースナー                   | ゲスト出演                |
| 2011・2014・2017年 | アドベンチャー・タイム Adventure Time with Finn & Jake                           | パーティー・パット、ほか             | 声の出演                  |
| 2012年             | スポンジ・ボブ Sponge Bob                                                        | カーパー大佐                         | 声の出演                  |
| 2012年             | 30 ROCK/サーティー・ロック 30 Rock                                               | 本人役                               | ゲスト出演                |
| 2012年 - 2013年    | Cuckoo                                                                           | デール・“クックー”・アッシュブリック | 主演                      |
| 2013年 - 2021年    | ブルックリン・ナイン-ナイン Brooklyn Nine-Nine                                   | ジェイク・ペラルタ                   | 主演 製作総指揮           |
| 2015年             | 7 Days in Hell                                                                   | アーロン・ウィリアムズ               | 主演 製作総指揮           |
| 2016年             | New Girl / ダサかわ女子と三銃士 New Girl                                         | ジェイク・ペラルタ                   | ゲスト出演                |
| 2019年             | ダーククリスタル: エイジ・オブ・レジスタンス The Dark Crystal: Age of Resistance | 征服者                               | Netflix人形劇シリーズの声 |
| 2020年 - 2022年    | 私の"初めて"日記 Never Have I Ever                                               | 本人役                               | 2エピソード               |
| 2022年             | ザ・ボーイズ ダイアボリカル The Boys: Diabolical                                 | ゲイリー                             | 声の出演 1エピソード      |

### 映画
| 公開年 | 邦題 原題                                                                                 | 役名                                      | 備考           |
| ------ | ----------------------------------------------------------------------------------------- | ----------------------------------------- | -------------- |
| 2007年 | ホット・ロッド/めざせ!不死身のスタントマン Hot Rod                                        | ロッド・キンブル                          | 主演           |
| 2009年 | 40男のバージンロード I Love You, Man                                                      | ロビー・クレイブン                        |                |
| 2009年 | くもりときどきミートボール Cloudy with a Chance of Meatballs                              | ブレント・マクヘイル                      | 声の出演       |
| 2011年 | ステイ・フレンズ Friends with Benefits                                                    | クインシー                                |                |
| 2011年 | 運命の元カレ What's Your Number?                                                          | ゲイリー・ペリー                          |                |
| 2012年 | 俺のムスコ That's My Boy                                                                  | トッド・ピーターソン ハン・ソロ・ベルガー | 主演           |
| 2012年 | モンスター・ホテル Hotel Transylvania                                                     | ジョナサン                                | 声の出演       |
| 2012年 | セレステ∞ジェシー Celeste and Jesse Forever                                               | ジェシー・エイブラムス                    | 主演           |
| 2013年 | くもりときどきミートボール2 Cloudy with a Chance of Meatballs 2                           | ブレント・マクヘイル                      | 声の出演       |
| 2013年 | アダルトボーイズ遊遊白書 Grown Ups 2                                                      | 男性チアリーダー                          |                |
| 2014年 | ネイバーズ Neighbors                                                                      | カメオ出演                                |                |
| 2015年 | モンスター・ホテル2 Hotel Transylvania 2                                                  | ジョナサン                                | 声の出演       |
| 2016年 | 俺たちポップスター Popstar: Never Stop Never Stopping                                     | コナー                                    | 主演 製作 脚本 |
| 2016年 | コウノトリ大作戦! Storks                                                                  | ジュニア                                  | 声の出演       |
| 2017年 | ブリグズビー・ベア Brigsby Bear                                                           | エリック                                  |                |
| 2018年 | モンスター・ホテル クルーズ船の恋は危険がいっぱい?! Hotel Transylvania 3: Summer Vacation | ジョニー                                  | 声の出演       |
| 2020年 | パーム・スプリングス Palm Springs                                                         | ナイルズ                                  | 兼製作         |
| 2021年 | アメリカ THE MOVIE America: The Motion Picture                                            | ベネディクト・アーノルド                  | 声の出演       |
| 2022年 | モンスター・ホテル 変身ビームで大パニック! Hotel Transylvania: Transformania              | ジョナサン                                | 声の出演       |
| 2022年 | チップとデールの大作戦 レスキュー・レンジャーズ Chip 'n Dale: Rescue Rangers              | デール                                    | 声の出演       |

### イベント
| 開催年 | イベント名                             | 担当         | 備考 |
| ------ | -------------------------------------- | ------------ | ---- |
| 2009年 | MTVムービー・アワード                  | 司会         |      |
| 2009年 | MTV Video Music Awards 2009            | プレゼンター |      |
| 2010年 | 第62回プライムタイム・エミー賞         | プレゼンター |      |
| 2013年 | 第28回インディペンデント・スピリット賞 | 司会         |      |
| 2015年 | 第67回プライムタイム・エミー賞         | 司会         |      |
| 2019年 | 第76回ゴールデングローブ賞             | 共同司会     |      |

## 受賞歴
| 受賞年 | 賞                           | 部門                                                   | 対象                         | 結果       |
| ------ | ---------------------------- | ------------------------------------------------------ | ---------------------------- | ---------- |
| 2007年 | プライムタイム・エミー賞     | 音楽賞歌曲部門                                         | 『サタデー・ナイト・ライブ』 | 受賞       |
| 2011年 | ティーン・チョイス・アワード | コメディアン賞                                         | 『サタデー・ナイト・ライブ』 | ノミネート |
| 2012年 | ティーン・チョイス・アワード | コメディアン賞                                         | 『サタデー・ナイト・ライブ』 | ノミネート |
| 2013年 | ゴールデングローブ賞         | テレビシリーズ主演男優賞（ミュージカル・コメディ部門） | 『Brooklyn Nine-Nine』       | 受賞       |
| 2014年 | ティーン・チョイス・アワード | テレビ男優賞（コメディアン部門）                       | 『Brooklyn Nine-Nine』       | ノミネート |
| 2014年 | プライムタイム・エミー賞     | 主演男優賞（コメディ部門）                             | 『Brooklyn Nine-Nine』       | ノミネート |
| 2015年 | ティーン・チョイス・アワード | テレビ男優賞（コメディ部門）                           | 『Brooklyn Nine-Nine』       | ノミネート |
| 2016年 | ティーン・チョイス・アワード | テレビ男優賞（コメディ部門）                           | 『Brooklyn Nine-Nine』       | ノミネート |